# Andrònic Ducas Àngel
Andrònic Ducas Àngel, en grec medieval Ἀνδρόνικος Δούκας Ἄγγελος, nascut a Constantinoble cap a l'any 1130 i mort el 1185, va ser un noble de l'Imperi Romà d'Orient, fill de l'almirall Constantí Àngel i de Teodora Comnena, filla d'Aleix I Comnè i d'Irene Ducena.

## Biografia
Per ordre de l'emperador Manuel I Comnè, va dirigir la guerra contra els turcs seljúcides, que, per la força de les armes, havien ocupat la província de Capadòcia. No es coneixen del cert els resultats de les diferents batalles que es van anar produint, però després de tres anys de lluita, potser per covardia o per traïció, Andrònic va abandonar el seu exèrcit al camp de batalla davant la presència de l'enemic i va retornar a Constantinoble.
Manuel I el va castigar per aquella acció i va considerar el fet com un acte injustificable. Com a càstig, li va ordenar que es disfressés de dona i es passegés per la ciutat per fer-lo sentir avergonyit davant del poble. Després d'aquella humiliació el va tornar a acceptar com a capitost i li va retornar els honors i privilegis anteriors. El 1182 fou enviat de nou al camp de batalla, acompanyat pels tutors d'Aleix II Comnè, fill de Manuel I, contra l'usurpador Andrònic I Comnè.
Andrònic I Comnè va guanyar la batalla final que va tenir lloc a Carax (Bitínia). Andrònic Ducas va témer per la seva vida i per la de la seva família, sobretot per les represàlies que podia prendre la regent, l'emperadriu Maria d'Antioquia, i va passar-se al camp de l'enemic portant amb ell tota la seva família.
Segons l'historiador Guillem de Tir, Andrònic Ducas Àngel va ser enviat per l'emperador Manuel I a la cort de Balduí I de Jerusalem, rei de Jerusalem, per organitzar una expedició amb l'objectiu de reconquerir Egipte.

## Matrimoni i descendència
Andrònic Ducas Àngel es va casar amb Eufrosina Castamonites, amb qui va tenir diversos fills:
- Isaac II Àngel, emperador, que es va casar amb Margarida d'Hongria.
- Aleix III Àngel, emperador, que es ca casar amb Eufrosina Ducena.
- Constantí Àngel
- Joan Àngel.
- Miquel Àngel.
- Teodor Àngel.
- Irene Àngel, que es va casar amb Joan Cantacuzè.
- Teodora Àngel, que es va casar amb Conrad de Montferrat.[1]